# Yasuhiro Yamada
Yasuhiro Yamada (født 13. februar 1968, død 8. april 2013) var en japansk fodboldspiller.
Han har spillet for flere forskellige klubber i sin karriere, herunder Yanmar Diesel og Shimizu S-Pulse.